# Frank Marshall (pianiste)
Pour les articles homonymes, voir Frank Marshall et Marshall.
Frank Marshall King (Mataró, 28 novembre 1883 – Barcelone, 29 mai 1959), est un pianiste et pédagogue espagnol Catalan, né de parents d'ascendance anglaise.

## Biographie
Marshall est né à Mataró, Catalogne, Espagne. Il étudie au Conservatoire de musique de Liceu puis étudie avec Enrique Granados. Marshall et Granados sont devenus des associés musicaux proches, Marshall devenant l'assistant de direction de Granados à l'académie.
À la mort de Granados en 1916, Marshall est nommé directeur, poste qu'il occupe jusqu'à sa mort, en 1959. Le nom de l'institut porte aujourd'hui le nom d'Académie Frank Marshall. Parmi ses élèves, on note le compositeur Vicente Asencio. Il a publié deux œuvres pédagogiques, Estudio práctico sobre los pedales del piano (Madrid, 1919) et La sonoridad del piano, où il propose de transcrire plus précisément le jeu des pédales du piano.
L'influence de Marshall en tant que pianiste et professeur a fortement marqué l'école de piano catalane ; son approche du jeu de pédale et de la sonorité a contribué à améliorer le style de jeu au piano de la région. Son étudiant le plus célèbre a été Alicia de Larrocha, qui lui a succédé au poste de directeur à l'Académie.
Outre sa carrière de pédagogue, il est apparu sur la scène, notamment pour jouer les Nuits dans les jardins d'Espagne de Manuel de Falla avec le compositeur. Il a réalisé quelques enregistrements avec la chanteuse Conchita Supervía.
Marshall est mort à Barcelone en 1959, âgé de 75 ans.
La troisième pièce des Cançons i Danses de Federico Mompou lui est dédiée.

## Enregistrements
- The Catalan piano tradition : Isaac Albéniz, Joaquín Malats, Enrique Granados, Frank Marshall, Alicia de Larrocha - Seven tonadillas, mélodies de Granados, avec Conchita Supervía, mezzo-soprano (vers 1907, VAI Audio) (OCLC 36488795)
- Falla, Siete canciones populares españolas - Conchita Supervía, mezzo-soprano ; Frank Marshall, piano (1933, Pearl GEMM CD 9975) (OCLC 43761733)